# Tomáš Surový
Tomáš Surový (Banská Bystrica, 24 settembre 1981) è un hockeista su ghiaccio slovacco.

## Palmarès

### Mondiali
- 1 medaglia:
  - 1 argento (Finlandia/Svezia 2012)